# 다비드 두이예
다비드 도날 위베르 로제 두이예(프랑스어: David Donald Hubert Roger Douillet, 1969년 2월 17일~)는 프랑스의 유도 선수, 정치인, 사업가이다. 프랑스 역사상 가장 뛰어난 유도 선수 중 한 명으로 헤비급에서 활동했다. 올림픽에서 금메달 2개, 동메달 1개, 세계 유도 선수권 대회에서 금메달 4개, 유럽 선수권 대회에서 금메달 1개를 획득했다.